# Корнальба
Корнальба (італ. Cornalba) — муніципалітет в Італії, у регіоні Ломбардія,  провінція Бергамо.
Корнальба розташована на відстані близько 500 км на північний захід від Рима, 65 км на північний схід від Мілана, 19 км на північ від Бергамо.
Населення — 307 осіб (2014).

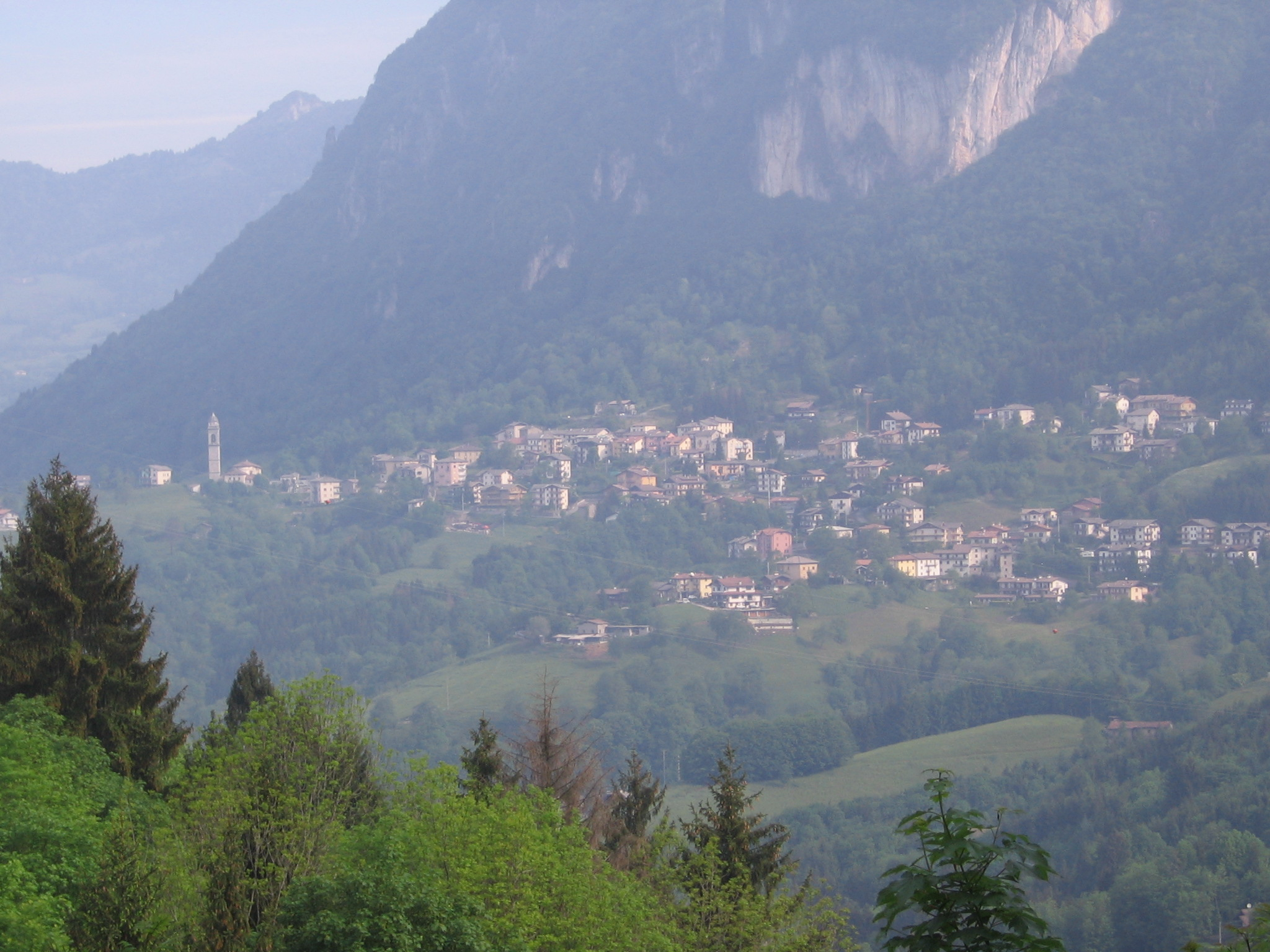

Щорічний фестиваль відбувається 29 червня. Покровитель — святий Петро.

## Демографія
Населення за роками:

Станом на 1 січня 2023 року в муніципалітеті офіційно проживало 7 іноземців з 6 країн, серед них 3 громадяни країн Євросоюзу.

## Сусідні муніципалітети
- Коста-Серина
- Гаццаніга
- Ольтре-іль-Колле
- Онета
- Серина
- Вертова